# Galderse Heide
De Galderse Heide is een natuurgebied dat zich enkele kilometers ten noorden van Galder bevindt, in de gemeente Breda.
Het gebied meet 180 ha, waarvan 100 ha het eigendom van Staatsbosbeheer is, 60 ha van de gemeente Breda en 20 ha van Defensie is. Het laatste deel wordt incidenteel als oefenterrein gebruikt.
In het gebied lag een landbouwenclave van 65 ha die tot 2008 door Staatsbosbeheer werd verpacht. In 2010 werd dit gebied teruggegeven aan de natuur, waarbij de voedselrijke toplaag werd afgevoerd en de waterhuishouding werd aangepast, waardoor opnieuw een ven is ontstaan.
Het gebied bestaat uit heide, die deels is beplant met grove den.
In het zuiden sluit het gebied aan op de Galderse Meren, en in het noorden op het Mastbos. Ten oosten van de Galderse Heide ligt het stroomdal van de Mark.

## Galerij

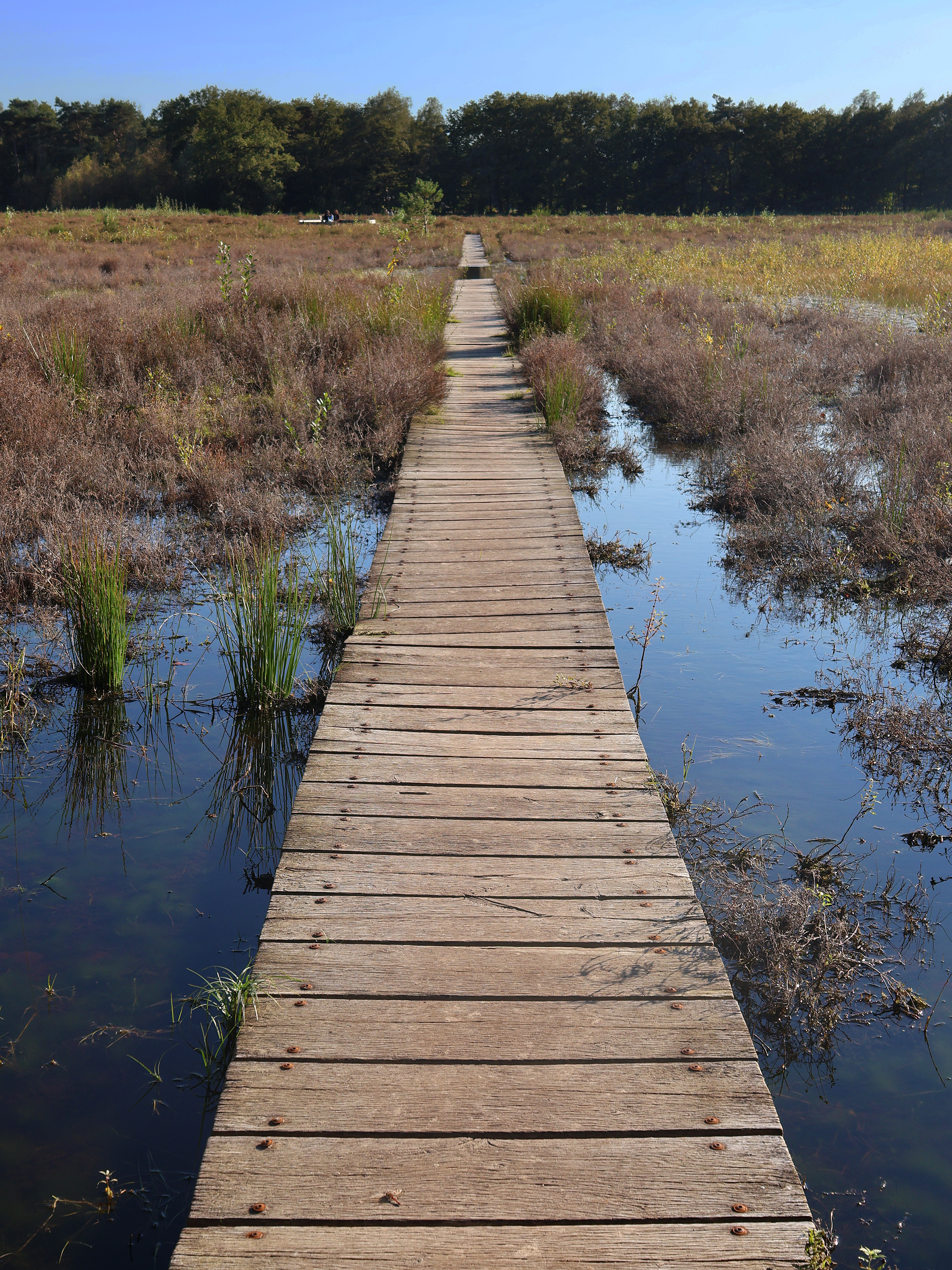
Vlonderpad
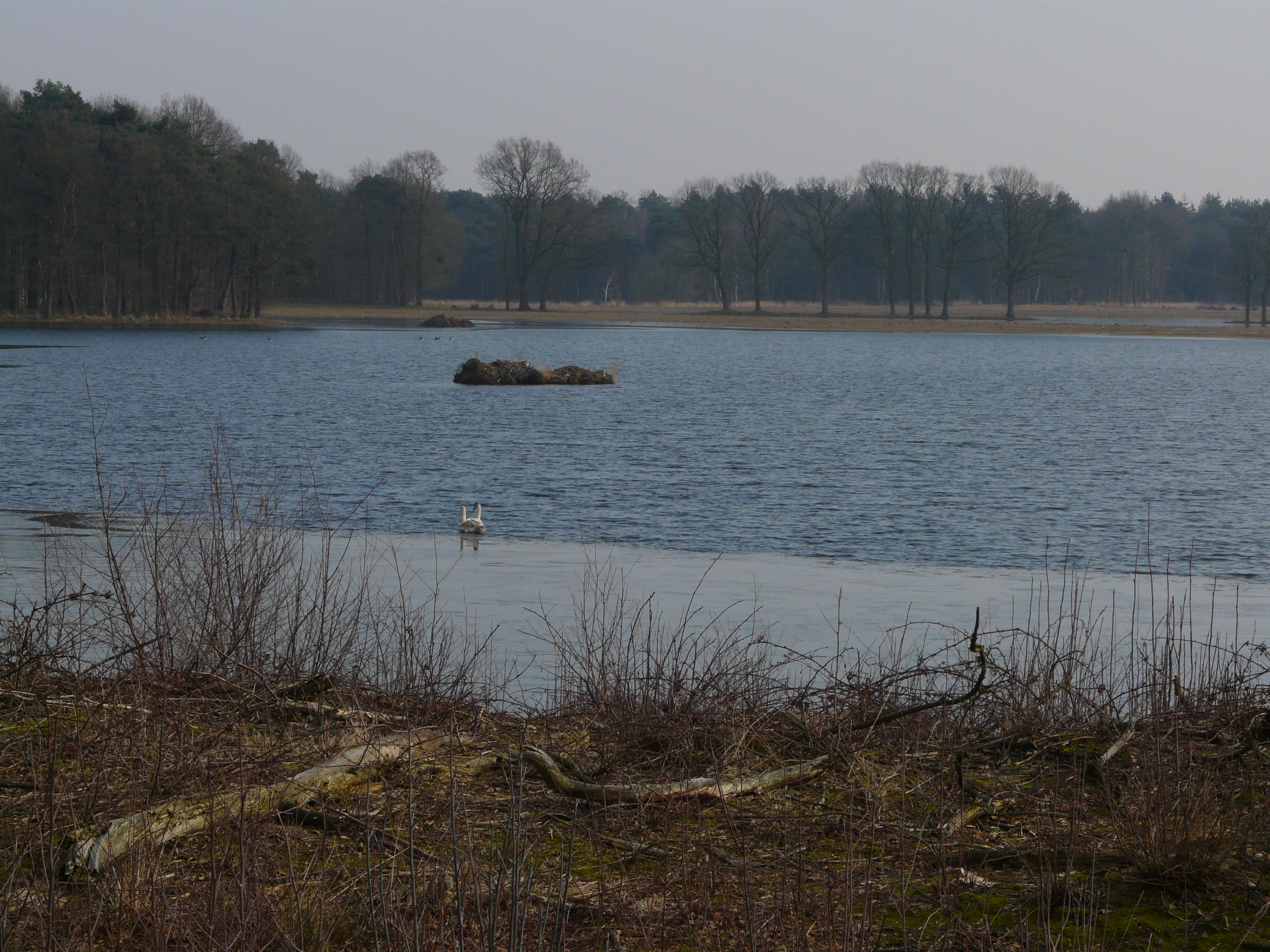
Nieuwe ven
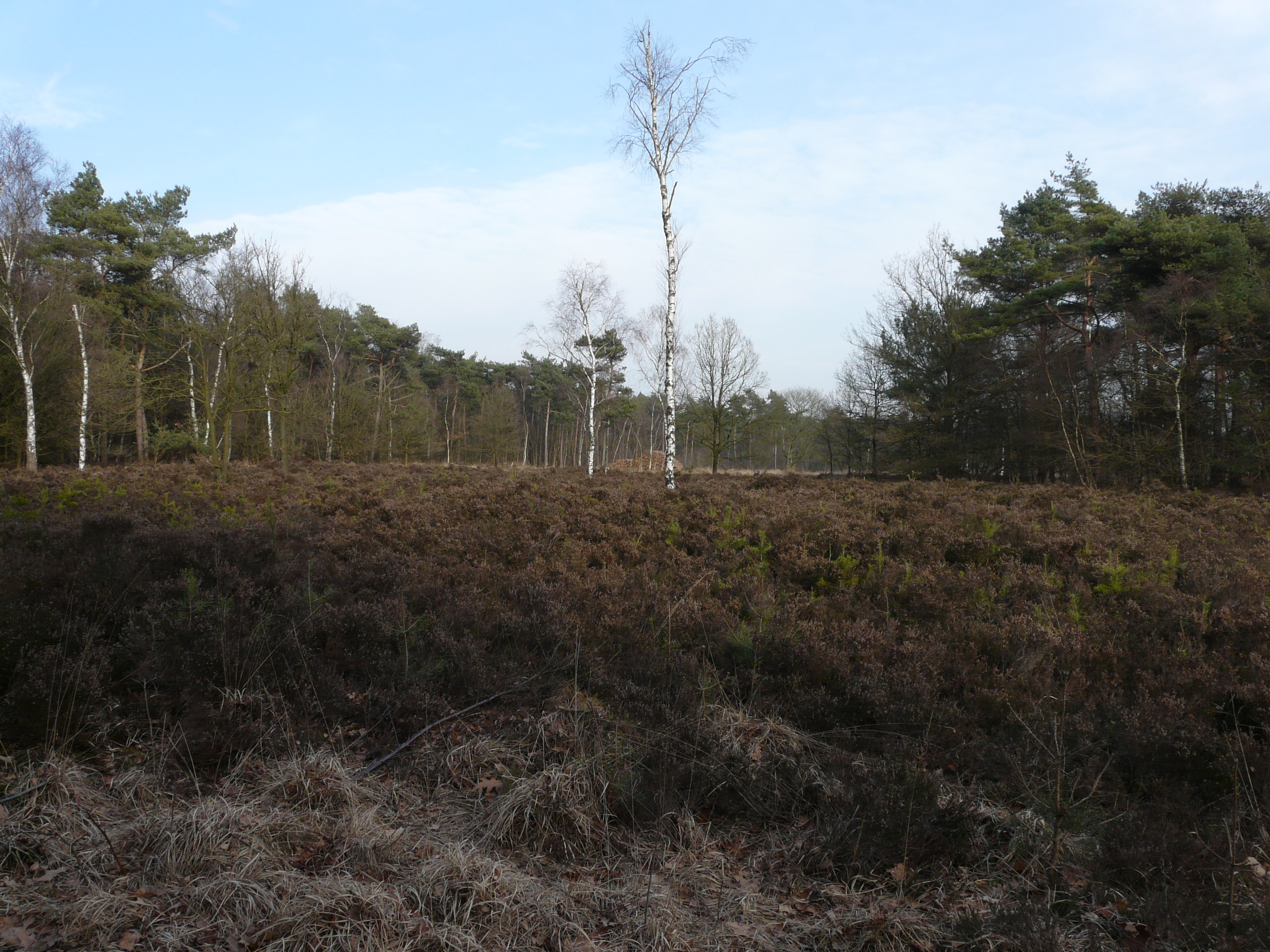